# Teoría y Práctica de la Arqueología Histórica Latinoamericana
Teoría y Práctica de la Arqueología Histórica Latinoamericana (cuyas siglas son TPAHL) es una revista académica publicada en Rosario (Provincia de Santa Fe, Argentina) especializada, como lo dice su nombre, en publicación de artículos científicos sobre arqueología histórica.

## Objetivos e historia
La revista fue fundada en el año 2012 con el objetivo de cubrir la necesidad de publicar los resultados de los distintos Simposios nacionales e internacionales de arqueología histórica latinoamericana que se llevan a cabo de forma ininterrumpida a partir del año 2011 y que organizado por el Centro de Estudios de Arqueología Histórica (CEAH), que forma parte de la Facultad de Humanidades y Artes de Universidad Nacional de Rosario (Provincia de Santa Fe). 
De esta forma, esta revista pretende ser un espacio de discusión y estimular debates relacionados con la temática abordada en dicho simposio con una mirada local en la ciudad de Rosario, y regional de alcance nacional así como su vinculación con el resto de Latinoamérica. Los trabajos que se realizan en el CEAH se inspiran y tienen la intención de agrupar a diferentes investigadores relacionados con la arqueología histórica latinoamericana, para consolidar esta área del conocimiento, en especial en cuanto a las discusiones teóricas y la praxis de la disciplina. 
Así, la revista Teoría y Práctica de la Arqueología Histórica Latinoamericana es el órgano de difusión de los trabajos de campo, laboratorio y de elaboración conceptual del CEAH, y pretende brindar al público general los resultados de los estudios específicos que se realizan, tratando de dar espacio a las perspectivas más modernas de investigación en arqueología, historia y etnohistoria, a nivel nacional y latinoamericano.
Esta revista científica publicado los trabajos en forma de acceso abierto y gratuito. Desde sus inicios una periodicidad anual, y publicada en alguno momentos unos volúmenes extras titulados Documentos de Trabajo, de los cuales hasta el año 2022 han salido 4 volúmenes.